# Notre-Dame de Paris (musical)
Notre-Dame de Paris is een Frans-Canadese musical gebaseerd op het boek De Klokkenluider van de Notre Dame (Fr.: Notre-Dame de Paris) van Victor Hugo. De muziek werd geschreven door Riccardo Cocciante, de teksten zijn van Luc Plamondon.
Het verhaal gaat over de tragedie van Quasimodo, de klokkenluider van de Notre Dame van Parijs, die verliefd wordt op de mooie zigeunerin Esmeralda. Het wordt verteld door Gringoire, een dichter en minstreel. 
Sinds de première in 1998 heeft het stuk gelopen in Frankrijk, Zuid-Korea, België, Engeland, Zwitserland en Canada. Het stuk is onder andere vertaald in het Nederlands, Engels, Italiaans, Russisch, Duits en Spaans. In de Engelse cast speelden meerdere zangers en acteurs die ook in in de originele Franse versie meededen.

## Rolverdeling

### Originele Franse cast
- Hélène Ségara : Esméralda
- Garou : Quasimodo
- Daniel Lavoie : Frollo
- Bruno Pelletier : Gringoire
- Patrick Fiori : Phœbus
- Luck Mervil : Clopin
- Julie Zenatti : Fleur-de-Lys (later nam ze de rol van Esmeralda op zich)

### Originele Amerikaanse cast
- Janien Masse : Esméralda
- Doug Storm : Quasimodo
- Francis Ruivivar : Frollo
- Deven May : Gringoire
- Mark W Smith : Phœbus
- David Jennings : Clopin
- Jessica Grové : Fleur-de-Lys

### Originele Londense cast
- Tina Arena : Esméralda
- Garou : Quasimodo
- Daniel Lavoie : Frollo
- Bruno Pelletier : Gringoire
- Steve Balsamo : Phœbus
- Luck Mervil : Clopin
- Natasha St-Pier : Fleur-de-Lys

### Originele Franse cast (2001)
- Nadia Bel, Shirel, Anne Meson : Esméralda
- Adrian Devil, Jérôme Collet : Quasimodo
- Michel Pascal, Jérôme Collet : Frollo
- Cyril Niccolai, Laurent Bàn : Gringoire
- Laurent Bàn, Richard Charest : Phœbus
- Roddy Julienne, Eddie Soroman : Clopin
- Claire Cappelletti, Veronica Antico, Anne Meson : Fleur-de-Lys

### Originele Italiaanse cast
- Lola Ponce : Esmeralda
- Giò Di Tonno : Quasimodo
- Vittorio Matteucci : Frollo
- Matteo Setti : Gringoire
- Graziono Galatone : Phœbus
- Marco Guerzoni : Clopin
- Claudia d'Ottavi : Fleur-de-Lys

### Original Spaanse cast
- Thais Ciurana, Lily Dahab : Esméralda
- Albert Martínez : Quasimodo
- Enrique Sequero : Frollo
- Daniel Anglés : Gringoire
- Lisardo Guarinos : Phoebus
- Paco Arrojo : Clopin
- Elvira Prado : Fleur-de-Lys

### Originele Russische cast
- Teona Dol'nikova, Svetlana Svetikova : Esmeralda
- Vyajeslav Petkun, Timur Vedernikov : Quasimodo
- Alexander Marakulin, Alexander Golubev : Frollo
- Vladimir Dybskiy, Alexander Postolenko : Gringoire
- Anton Makarskiy, Edward Shul'zhevskiy : Phœbus
- Sergey Li, Viktor Esin : Clopin
- Anastasia Stotskaya, Ekaterina Maslovskaya : Fleur-de-Lys

### Originele Koreaanse cast
- Choi Sung-hee (Bada), Oh Jin-yeong : Esmeralda
- Yun Hyeong-ryeol, Kim Beop-rae : Quasimodo
- Seo Beom-seok, Ryu Chang-woo : Frollo
- Kim Tae-hun, Park Eun-tae : Gringoire
- Kim Sung-min : Phœbus
- Lee Jeong-yeol : Clopin
- Kim Jeong-hyeon : Fleur-de-Lys

### Originele Vlaamse cast
- Sandrine Van Handenhoven, Sasha Rosen: Esmeralda
- Gene Thomas : Quasimodo
- Wim Van Den Driessche : Frollo
- Dennis ten Vergert : Gringoire
- Tim Driesen : Phœbus
- Clayton Peroti : Clopin
- Jorien Zeevaart : Fleur-de-Lys

## Nummers
Als onderdeel van de promotie voor de musical werd een drietal nummers als single uitgebracht: Vivre, Le Temps des cathédrales, en Belle (Garou, Patrick Fiori en Daniel Lavoie). Céline Dion zong voor het Engelse album het nummer Live (For the One I Love) (vertaling van Vivre), alhoewel ze niet meespeelde in de musical.
Acte 1

Ouverture 

Le temps des cathédrales 

Les sans-papiers 

Intervention de Frollo 

Phoebus chante à Esmeralda 

Bohémienne 

Esmeralda tu sais 

Ces diamants-là 

La fête des fous 

Le Pape des Fous 

La sorcière 

L'enfant trouvé 

Les portes de Paris 

Tentative d'enlèvement 

La Cour des miracles 

Le mot Phoebus 

Beau comme le soleil 

Déchiré 

Anarkia 

À boire! 

Belle 

Ma maison, c'est ta maison 

Ave Maria païen 

Je sens ma vie qui bascule 

Tu vas me détruire 

L'ombre 

Le Val d'Amour 

La volupté 

Fatalité 
Acte 2
Florence 

Les cloches 

Où est-elle? 

Les oiseaux qu'on met en cage 

Condamnés 

Le procès 

La torture 

Phoebus 

Être prêtre et aimer une femme 

La monture 

Je reviens vers toi 

Visite de Frollo à Esmeralda 

Un matin tu dansais 

Libérés 

Lune 

Je te laisse un sifflet 

Dieu que le monde est injuste 

Vivre 

L'attaque de Notre-Dame 

Déportés 

Mon maître, mon sauveur 

Donnez-la moi 

Danse mon Esmeralda 

Danse mon Esmeralda (rappel)

Le temps des cathédrales (rappel)
Act 1 

Overture 

The age of the Cathedrals 

The refugees 

Frollo's intervention 

Phoebus sings to Esmeralda 

Bohemienne 

Esmeralda you see 

So look no more for love 

The feast of fools 

The king of fools 

The sorceress 

The foundling 

The doors of Paris 

Kidnap attempt 

The Court of Miracles 

The word Phoebus 

Shining like the sun 

Torn apart 

Anarchy 

Water, please 

Belle 

Home in the sky 

Avé Maria 

See inside me 

Your love will kill me 

The shadow 

Val d'Amour 

The voluptuary

Fatality
Act 2 
Florence 

The bells 

Where is she 

The birds they put in cages 

Cast away 

The trial 

The torture 

Phoebus if you can hear 

I am a priest 

My heart if you will swear 

To get back to you 

Frollo's visit to Esmeralda 

One bright morning you danced 

Free today 

Moon 

This small whistle I leave you 

God you made the world all wrong 

Live for the one I love 

Attack on Notre Dame 

By Royal law 

My master, my saviour 

Give her to me 

Dance my Esmeralda 

Dance my Esmeralda (encore) 

The age of the Cathedrals (encore)
Akt 1

Het openen

Kathedralen

De Ontheemden

Interventie Frollo

Phoebus Esmeralda zingt

Lied van de Bohemienne

Esmeralda weet je

Deze diamanten

Feest der Zotheid

De paus der Zotheid

Heks

De vondeling

De poorten van Parijs

Poging ontvoering

Het Plein van de Wonderen

Het woord Phoebus

Feller dan de zon

Stukgescheurd

Ananche

Drinken

Belle

Mijn huis is ook jouw huis

Ave Maria

Als je kon zien me

Je verpest me

De Schaduw

De vallei van de liefde

De Pleasure

Verkeersdode
Akt 2
Florence

Klokken

Waar is het?

Een vogel die gekooid is

Condemned

Hof

Martelen

Leef voor God, maar ik hou van haar

Phoebus

Ik keer terug naar je

Het paard

Frollo Esmeralda te bezoeken

Je danste een Morning

Vrijgegeven

Maan

Ik laat je een fluitje

God, de wereld is zo wreed

Leef

De aanval op Notre Dame

Gedeporteerd

Meester en Redder

Geef het aan mij

Danse Mon Esmeralda

Danse Mon Esmeralda (encore)

Kathedralen (encore)